# アンドレイ・エゴルチェフ
アンドレイ・エゴルチェフ（ロシア語: Андрей Николаевич Егорчев, 1978年2月8日 - ）は、ロシアの男子バレーボール選手。ナーベレジヌイェ・チェルヌイ出身。ポジションはミドルブロッカー。元ロシア代表。

## 来歴
1994年にロシア・スーパーリーグのロコモティフ・イズムルードへ入団。1999年にロシア代表に選出され、2002年ワールドリーグ優勝、2002年世界選手権で銀メダルを獲得。翌年の2003年欧州選手権で銅メダル、2004年アテネオリンピックで銅メダルを獲得した。2005年欧州選手権では銀メダルを獲得した。
2004年にロコモティフ・ベロゴリエからディナモ・モスクワへ移籍、その後はゼニト・カザンやイスクラ・オジンツォボなどでプレーし、ロシア・スーパーリーグではリーグ優勝7回、ロシアカップ優勝3回、欧州チャンピオンズリーグ優勝3回を果たした。

## 球歴
- オリンピック - 2004年（銅メダル）
- 世界選手権 - 2002年（銀メダル）
- ワールドリーグ - 2002年（優勝）
- 欧州選手権 - 2003年（3位）、2005年（準優勝）

## 所属クラブ
- ロコモティフ・イズムルード（1994-2000年）
- ロコモティフ・ベロゴリエ（2000-2004年）
- ディナモ・モスクワ（2004-2006年）
- ゼニト・カザン（2006-2008年）
- イスクラ・オジンツォボ（2008-2010年）
- ゼニト・カザン（2010-2011年）
- ベロゴリエ・ベルゴロド（2011-2012年）
- VKチュメニ（2012-2014年）